# Транспорт в Албании

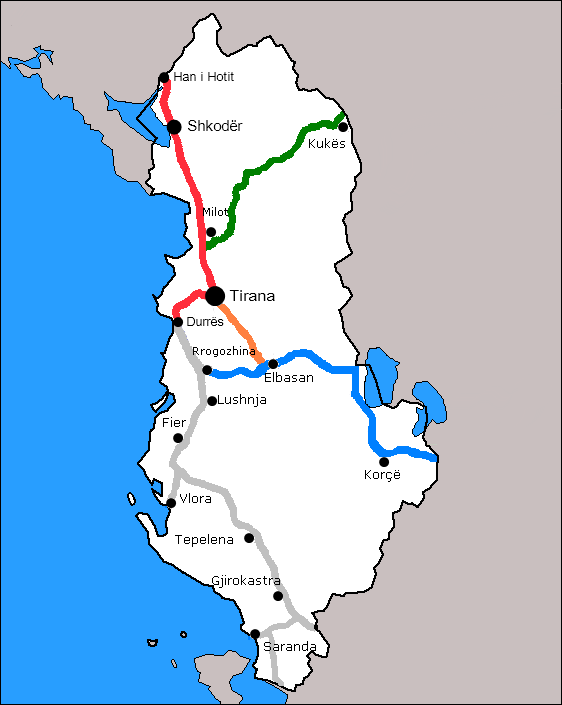
Некоторые из важнейших автодорог Албании

Транспорт в Албании претерпел серию существенных изменений за последние 20 лет после развития национальной инфраструктуры, как-то: строительства автодорог, развития городского транспорта, улучшения системы воздушных перевозок и так далее. Эти инновации сыграли важную роль в оздоровлении национальной экономики.

## Железнодорожный транспорт

Первая железная дорога построена в 1947; она соединила морской порт Дурреса с Тираной и Эльбасаном. Длина железных дорог 447 км Железнодорожная колея 1435 мм.
Единственной железнодорожной веткой, соединяющей Албанию с остальным миром, является линия Шкодер — Подгорица (столица Черногории). Эта одноколейная линия проходит вдоль берега Скадарского озера. Она была построена в начале 1980-х годов, движение по ней осуществлялось с 1986 до начала 1990-х годов. С 2004 года движение возобновлено. Пассажирского сообщения нет, ходят только грузовые составы.